# Rada Narodowa Albanii
Rada Narodowa Albanii (alb. Këshilli Kombëtar) – jednoizbowy parlament Albanii, wybierany na czteroletnią kadencję. Pod tą nazwą działał w latach 1920–1923, kiedy został zastąpiony przez Zgromadzenie Konstytucyjne Albanii (Kuvendi Kushtetues). Alternatywną nazwą dla Rady Narodowej Albanii było określenie "Senat" (alb. Senati), a deputowanych określano tytułem senatorów.

Wybory z 1920 r.

Rada Narodowa Albanii ukonstytuowała się w marcu 1920 r., na kongresie albańskich działaczy narodowych w Lushnji, dokąd dotarło 42 przedstawicieli, wyłonionych w wyborach pośrednich przeprowadzonych na terenie 9 prefektur. W tym czasie była najwyższym, obok rządu centralnym organem władzy na ziemiach albańskich. Rada potwierdziła kontynuację państwa albańskiego, którego niepodległość ogłoszono 28 listopada 1912 r., a które do 1914 r. miało ograniczoną suwerenność by utracić ją całkowicie po wybuchu I wojny światowej. W tym samym roku Rada przeniosła się do Tirany. 20 listopada 1920 r. podjęła decyzję o samorozwiązaniu. O nowym składzie Rady miały zdecydować wybory ogólnokrajowe.

Wybory z 1921 r.

Wybory do Rady Narodowej II kadencji odbyły się w kwietniu 1921 r., na podstawie ordynacji przyjętej w grudniu 1920 r. W pierwszej turze wyborów dwieście osób uprawnionych do głosowania wybierało elektora, a zgromadzenia elektorów wybierały deputowanych. Wybór takiego systemu głosowania nawiązywał do zasad obowiązujących w albańskim prawie zwyczajowym. Wybrano wówczas 95 deputowanych. Rada działała do stycznia 1924 r., kiedy w kolejnych wyborach wyłoniono Zgromadzenie Konstytucyjne, które miało opracować projekt nowej konstytucji. Po przewrocie dokonanym w czerwcu 1924 przez Fana Noliego Rada praktycznie przestała działać. Po odzyskaniu władzy przez Ahmeda Zogu w 1925 r. parlament albański przyjął nazwę Legislatura.
Stenogramy obrad wydawano w latach 1921-1925, w kolejnych tomach "Bisedimet e Këshillit Kombëtar".

## Przewodniczący Rady Narodowej Albanii w latach 1920-1923
- 1920: Xhemal Naipi
- 1920: Dhimitër Kacimbra
- 1921: Pandeli Evangjeli
- 1922-1923: Eshref Frashëri